# Cervia
Cervia é uma comuna italiana da região da Emília-Romanha, província de Ravena, com cerca de 25.790 habitantes. Estende-se por uma área de 82 km², tendo uma densidade populacional de 315 hab/km². Faz fronteira com Cesena (FC), Cesenatico (FC), Ravena.

## Demografia
| Variação demográfica do município entre 1861 e 2011                               |
|                                                                                   |
| Fonte: Istituto Nazionale di Statistica (ISTAT) - Elaboração gráfica da Wikipedia |